# Вандевен, Хизер
Хизер Вандевен (англ. Heather Vandeven, род. 6 сентября 1981 года, Лос-Анджелес, Калифорния, США) — американская модель и порноактриса.

## Биография
Хизер Вандевен родилась в Голливуде, Калифорния, училась в средней школе в Санта-Розе. С детства Хизер была спортивной девочкой. Она каталась на скейтборде, по её словам, пробегала милю за семь минут, могла подтянуться 10 раз и отжаться от пола не хуже любого мальчика её возраста.
После окончания школы в возрасте 17 лет девушка прошла службу в армии США, где в течение двух лет работала в продовольственной инспекции. Вандевен получила ученую степень в Южно-Иллинойсском университете, попутно пробуя себя в эротических съемках.
В январе 2006 года журнал Penthouse выбрал её «Киской месяца», а в 2007 году «Киской года». В апреле 2007 года девушка снимается в шоу On The Lot. В 2008 году она сыграла саму себя в молодёжной комедии «Колледж».

## Награды и номинации
- «Киска месяца» журнала Penthouse
- «Киска года» журнала Penthouse (англ.)
- 2007 номинация на AVN Award — Best Actress — Video за фильм Sacred Sin
- 2011 номинация на AVN Award — Best All-Girl Group Sex Scene за фильм Girlfriends 2 (вместе с Санни Леоне, Сарой Слоан и Энн Мари)